# Eulaira thumbia
Eulaira thumbia är en spindelart som beskrevs av Chamberlin och Ivie 1945. Eulaira thumbia ingår i släktet Eulaira och familjen täckvävarspindlar. Inga underarter finns listade i Catalogue of Life.